# Imprimerie Paillart
 (mars 2024).
Imprimerie F. Paillart est une entreprise dont le siège social est situé à Abbeville, dans le département de la Somme, fondée en 1839.

## Historique

### La famille Paillart
Les Paillart viennent d'Hallencourt (Somme) où leurs ancêtres sont de petits paysans. Au XIXe siècle, la famille gravit les échelons sociaux : Charles, né en 1776, devient huissier de Justice.
Sept générations se succèdent à la tête de l'entreprise depuis 1839.
Clément Paillart, fils de Charles, né en 1815 à Hallencourt, est le premier du nom à devenir maître-imprimeur, fondateur du journal L'Abbevillois.
Charles Paillart (1844-1902), lui succède.
Frédéric Paillart (1876-1944), petit-fils du fondateur, prend la direction de l'imprimerie en 1902.
Pierre Paillart (1896-1975) prend au décès de son père Frédéric, la charge de la société jusqu'en 1970. 
Christian Paillart (1921-1978) succède à son père à la tête de l'entreprise jusqu'en 1978.
Frédéric Paillart prend au décès de son père Christian, la charge de la société jusqu'en 2019.
Julien Paillart actuel dirigeant de la société succède à son père le 1er mars 2019.

### L'imprimerie Paillart
L’imprimerie Paillart est fondée en 1839 par Clément Paillart (1815-1851), frère de l'abbé Achille Paillart (1816-1874), qui est à l'origine de la construction de l'église Saint-Jacques d'Abbeville. Les premières décennies de l'entreprise sont consacrées à l'édition du journal L’Abbevillois qui parait jusqu'en 1918 et à des publications administratives.
Au décès du fondateur, l'entreprise est gérée par Pierre Briez qui cède sa place en 1876 à Charles Paillart (1844-1902), fils de Clément. Charles Paillart se lance vers 1876 dans l'édition de brochures et de livres à caractère religieux ce qui permet le développement de l'entreprise.
Frédéric Paillart (1876-1944), petit fils du fondateur, prend la direction de l'imprimerie en 1902 jusqu'à sa disparition en 1944. Il spécialise l'entreprise dans la fabrication d'ouvrages et de romans qui, grâce à leurs gros tirages, assurent l'expansion de la société. Entre les deux guerres, elle emploie 300 personnes et travaille pour de grands éditeurs parisiens. Elle imprime notamment, pour les Éditions Gallimard, À l'ombre des jeunes filles en fleurs de Marcel Proust, prix Goncourt en 1919.
Avec la crise économique des années 1930, l'imprimerie Paillart doit se redéployer et se consacrer à l'impression d'ouvrages et de revues scientifiques, littéraires et d'érudition. L'entreprise, de nos jours, garde ce créneau des ouvrages spécialisés à petit et moyen tirage. Elle a aussi pour spécialité la réédition d'ouvrages anciens.